# Tatra T3R
Tatra T3R – typ czeskiego tramwaju z połowy lat 90. XX wieku. Tak naprawdę jest to klasyczny tramwaj Tatra T3 z nowym wyglądem, zmodernizowanym wnętrzem i nowym wyposażeniem elektrycznym. Produkcja przebiegała w firmie ČKD Tatra na przełomie roku 1996 i 1997, ogółem wyprodukowano 10 wozów. Planowano także modernizację starszych wozów T3 na typ T3R, jednakże powstał jeden (prototypowy) wagon w roku 1995, drugi 3 lata później. 11 tramwajów T3R jest eksploatowanych w Brnie, 12 wagon T3R jeździł w Pradze.

## Geneza
W 1. połowie lat 90. XX wieku sytuacja taborowa w czeskich przedsiębiorstwach komunikacyjnych stała się krytyczna. Z powodu wysokich cen nowych pojazdów podjęto modernizacje posiadanego taboru. Początkowo planowano montaż nowego wyposażenia elektrycznego, z czasem jednak zdecydowano się także na modernizację wnętrza i wyglądu. Brneńskie przedsiębiorstwo komunikacyjne zleciło zakładom ČKD kompletną modernizację jednego wozu Tatra T3. Po pomyślnej modernizacji władze ČKD postanowiły o produkcji zupełnie nowego modelu oznaczonego T3R.

## Konstrukcja
Tatra T3R to jednokierunkowy, czteroosiowy, silnikowy wagon tramwajowy. Szkielet wozu jest wykonany ze stali, natomiast poszycie jest blaszane; przód i tył wagonu (projektu Patrika Kotasa) z panoramicznymi szybami są wykonane z włókna szklanego. Podłoga wagonu znajduje się na wysokości 915 mm nad torem. Do środka wagonu można dostać się 3 drzwi umieszczonych po prawej stronie pudła. Są to drzwi dwudzielne, odskokowo-uchylne, z przyciskami indywidualnego otwierania drzwi. Wewnątrz zamontowane zostały tapicerowane siedzenia w układzie 1+1, grzejniki zamontowano po bokach, podłogę pokryto wykładziną antypoślizgową, ponadto na wyposażeniu znajduje się system informacji pasażerskiej.
Brneńskie tramwaje typu T3R są napędzane 4 silnikami (na 1 oś przypada 1 silnik) typu TE 026 A05. Z kolei praski egzemplarz, który powstał w wyniku modernizacji starszej T3, miał zachowane oryginalne silniki TE 022. Silniki różnią się mocą, która jest niższa w TE 022. Do wozu T3R montowano wyposażenie elektryczne typu TV8, które wykorzystywało tyrystory GTO umożliwiające rekuperację energii. Kolejną różnicą względem T3 jest to, że tramwaje T3R posiadają przetwornicę statyczną. Wózki mają zamontowany system smarowania obręczy.

## Dostawy
Na przełomie lat 1996 i 1997 wyprodukowano 10 wozów T3R. Wszystkie wagony są eksploatowane w Brnie.
| Państwo        | Miasto         | Typ            | Lata dostaw    | Liczba | Numery taborowe |       |
| -------------- | -------------- | -------------- | -------------- | ------ | --------------- | ----- |
| Czechy         | Brno           | T3R            | 1997           | 10     | 1659–1668       | [ 7 ] |
| Łączna liczba: | Łączna liczba: | Łączna liczba: | Łączna liczba: | 10     |                 |       |

Dwa tramwaje T3R powstały w wyniku modernizacji starszych tramwajów Tatra T3. Ogółem remonty tych wagonów trwały w latach 1995 i 1998.
| Państwo        | Miasto         | Typ            | Lata modernizacji | Liczba | Numery taborowe |       |
| -------------- | -------------- | -------------- | ----------------- | ------ | --------------- | ----- |
| Czechy         | Brno           | T3R            | 1995              | 1      | 1615            | [ 7 ] |
| Czechy         | Praga          | T3R            | 1998              | 1      | 8205            | [ 8 ] |
| Łączna liczba: | Łączna liczba: | Łączna liczba: | Łączna liczba:    | 2      |                 |       |

## Eksploatacja

### Brno

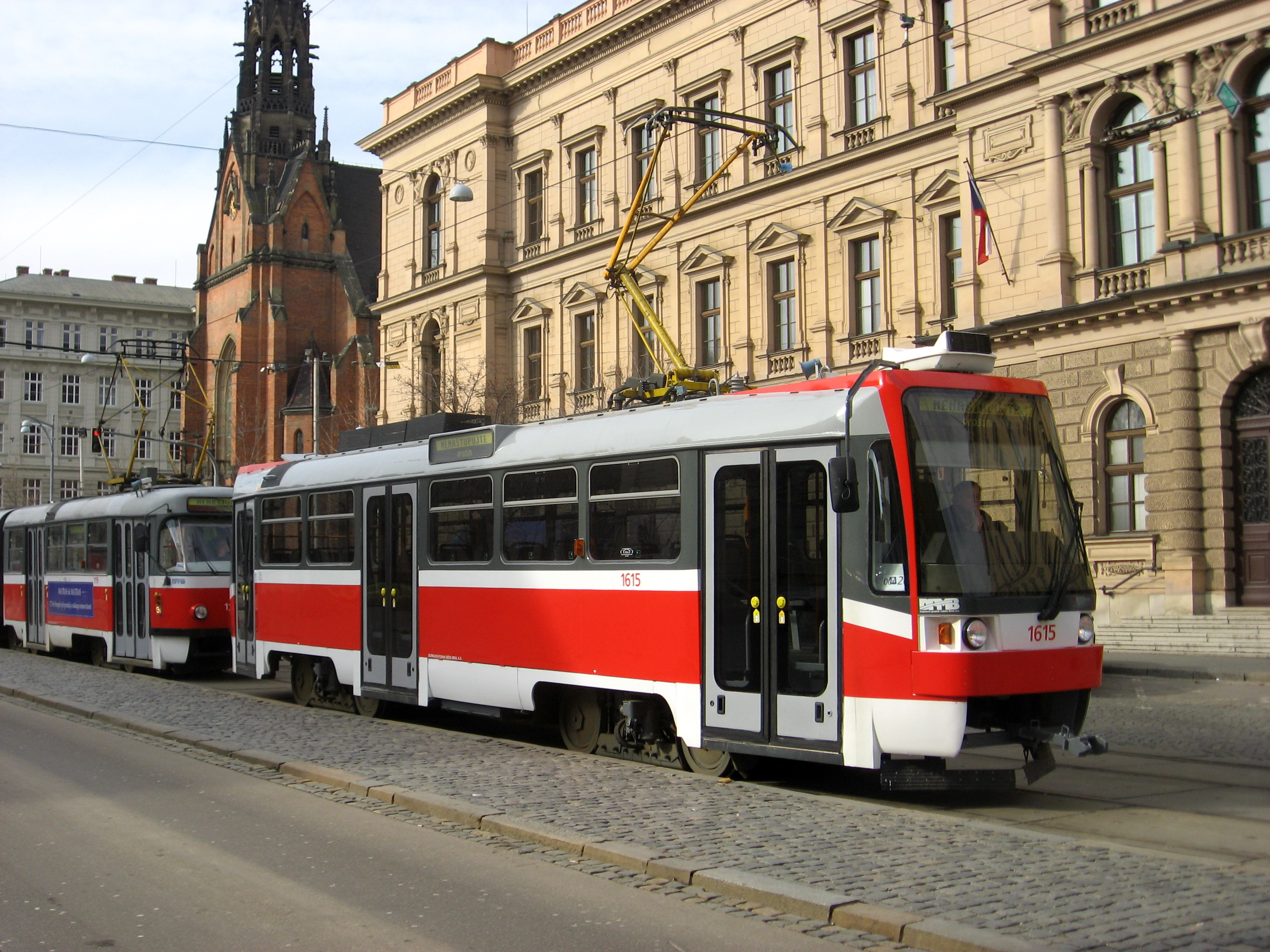
Prototypowy wóz Tatra T3R w Brnie

Dopravní podnik města Brna zlecił w połowie lat 90. XX wieku modernizację wagonu Tatra T3SUCS o numerze ewidencyjnym 1615 (rok produkcji 1985), firmie ČKD Tatra w Pradze. Zmodernizowany egzemplarz został wystawiony w 1995 na brneńskich Międzynarodowych Targach Maszynowych. Do Brna tramwaj został dostarczony w listopadzie, natomiast jazdy testowe bez pasażerów rozpoczęto w styczniu 1996. Ostatecznie po jazdach próbnych wszedł do eksploatacji w marcu 1996.
Oprócz prototypu, do Brna dostarczono jeszcze 10 nowych tramwajów T3R, które ČKD wyprodukowało na przełomie lat 1996 i 1997. Wozy otrzymały numery od 1659 do 1668 i dostarczono je w marcu 1997, a do eksploatacji weszły mniej więcej miesiąc później.
W Brnie tramwaje T3R są na stałe połączone w składy dwuwagonowe (1659+1660, 1661+1662 itd.), wyjątkiem jest prototyp o numerze 1615, który jeździ solo.

### Praga

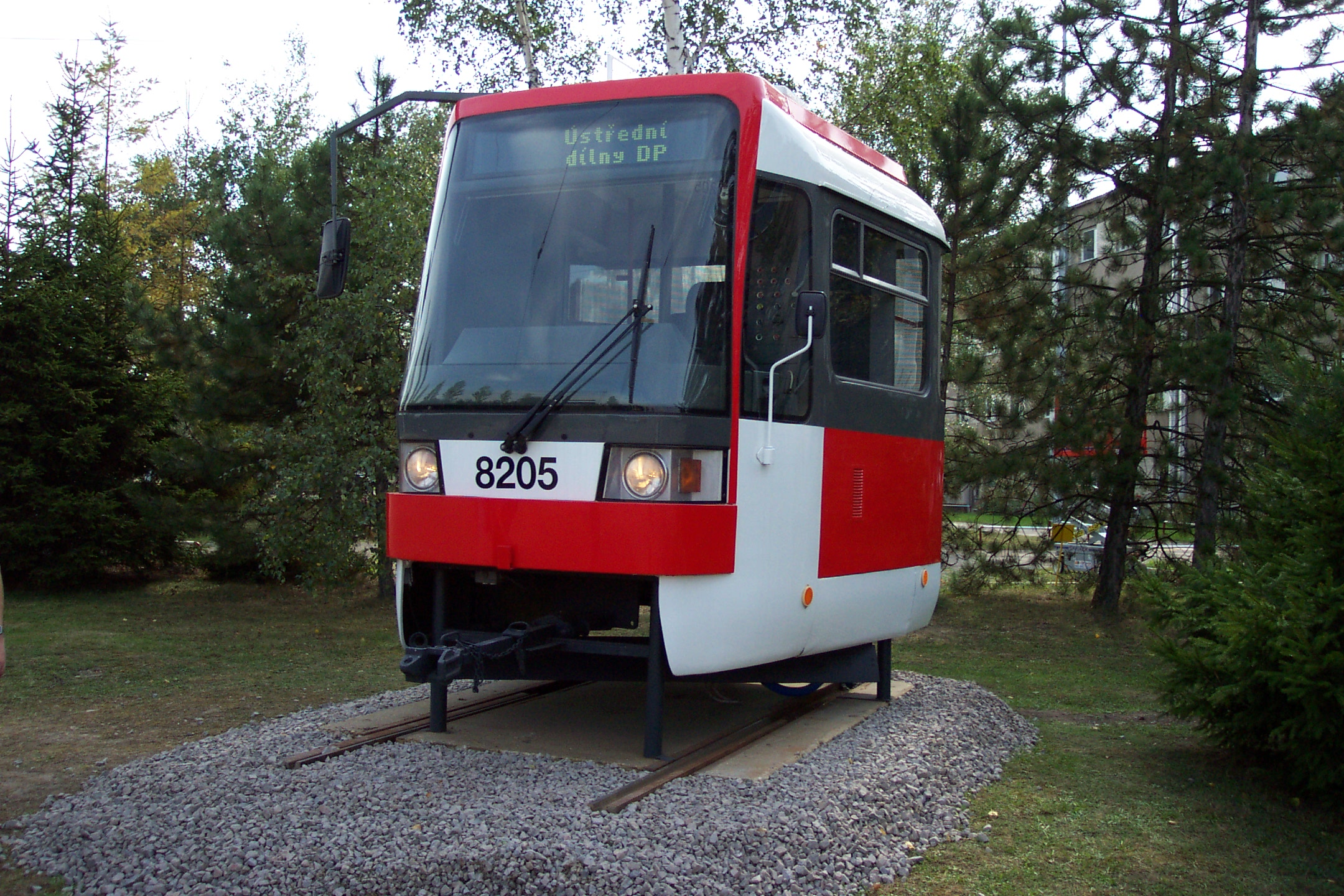
Pomnik wytworzony z przedniej części jedynego praskiego wozu typu T3R

W latach od 1994 do 1998 w warsztatach praskiego przewoźnika został zmodernizowany wóz T3 o numerze 6329 (rok produkcji 1964). Po skończonym remoncie otrzymał numer 8205, a do eksploatacji włączono w kwietniu 1999. Niestety, jego kursy były przerywane z powodu wysokiej awaryjności. W roku 2005 został odstawiony i rok później zezłomowany, a jego części posłużyły do przebudowy tramwajów na typ T3R.PV. Zachowana została przednia część tramwaju, która pełni funkcję pomnika.
Drugim praskim wozem T3R miał stać się tramwaj T3SU o numerze 7005.Do przetargu na modernizację zgłosiła się jedna firma, ČKD Tatra. Remont, który przebiegał w latach 1996 i 1997, nigdy nie został ukończony, szkielet wozu pozostał w ČKD i w roku 2002 został zezłomowany.